# Alpha (Nueva Jersey)
Alpha es un borough ubicado en el condado de Warren, en el estado estadounidense de Nueva Jersey. En el año 2000 tenía una población de 2482 habitantes y una densidad de 564 personas por km².

## Geografía
Alpha se encuentra ubicado en las coordenadas 40°39′50″N 75°09′36″O / 40.66389, -75.16000.

## Demografía
Según la Oficina del Censo, en 2000 los ingresos medios por hogar en la localidad eran de $42,209 y los ingresos medios por familia eran $45,435. Los hombres tenían unos ingresos medios de $39,957 frente a los $26,576 para las mujeres. La renta per cápita para la localidad era de $20,104. Alrededor del 7.6% de la población estaba por debajo del umbral de pobreza.